# Jacques Rosenbaum
Jacques Rosenbaum (1 juli 1878-6 januari 1944) was een Estse architect van Baltisch-Duitse afkomst, geboren in Haapsalu, destijds onderdeel van het Russische Keizerrijk. Hij kwam voort uit een Baltisch-Duitse burgerlijke familie, waar zijn vader een advocaat was en zijn grootvader architect.
Rosenbaum voltooide zijn studie aan het Riga Polytechnisch Instituut in Letland, waar hij in 1904 afstudeerde in de architectuur. Zijn vroege carrière omvatte dienst als stadsarchitect van Tartu van 1904 tot 1907. Zijn architecturale hoogtepunt was tussen 1907 en 1919, toen hij de leidende Estse architect werd die de art-nouveaustijl omarmde.
Bekend om zijn eclectische stijl, combineerde Rosenbaum invloeden van art-nouveau, Duitse neorenaissance en neo-maniërisme. Zijn meest creatieve periode omvatte projecten zoals het herontwerp van het Huis van de Zwarthoofden in Tartu. Rosenbaum trachtte stedelijke ruimtes te verlevendigen met kenmerken zoals hoektorens, gedraaide koepels en ornamentatie, mogelijk beïnvloed door de theoretische werken van Camillo Sitte.
Enkele opvallende gebouwen van Rosenbaum zijn het huis op Pikk 23/25, waar zijn liefde voor ornamentatie en eclectische stijl al vroeg zichtbaar was, en het gebouw op Pikk 18, dat wordt beschouwd als een van de meest kenmerkende art-nouveaugebouwen in Tallinn. 
Na zijn tijd in Estland verhuisde Rosenbaum met zijn gezin naar Duitsland, waar hij in de jaren 1930 betrokken was bij technische functies voor de Luftwaffe en later het Ministerie van Bewapening en Oorlogsindustrie. Hij overleed in Berlijn in 1944.

## Galerij

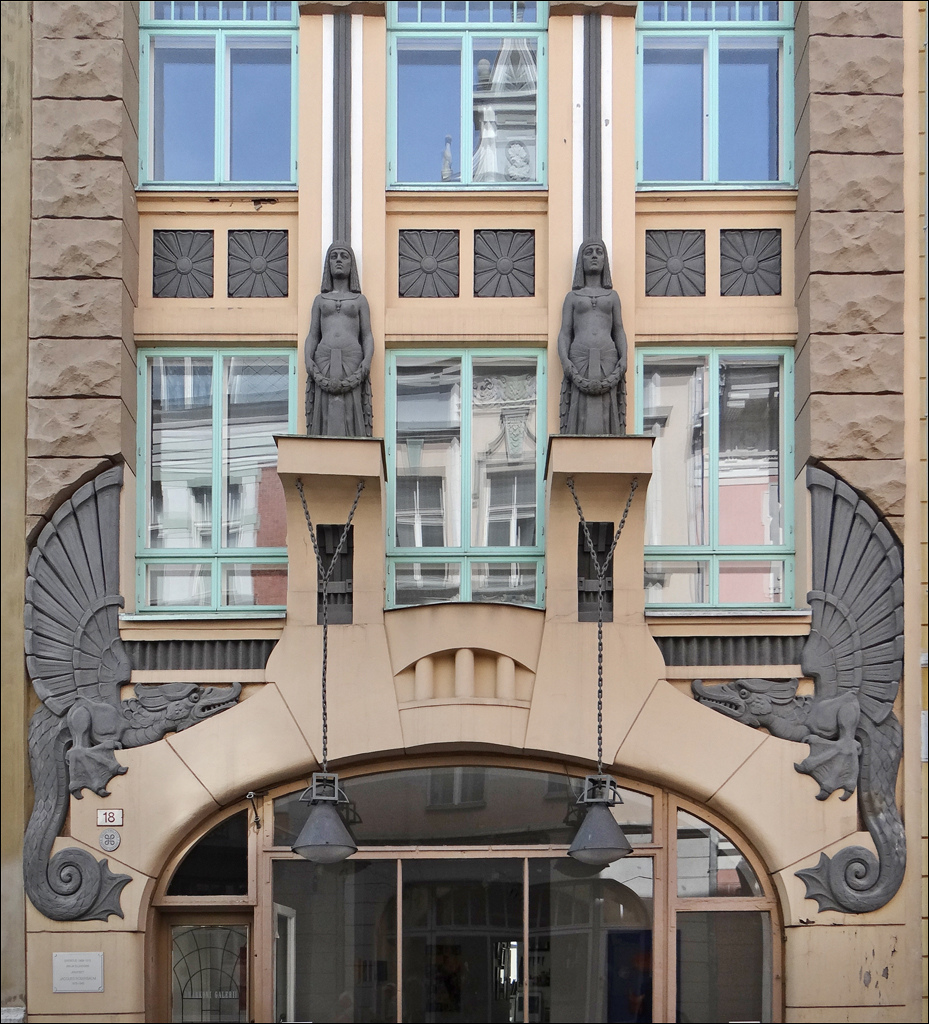
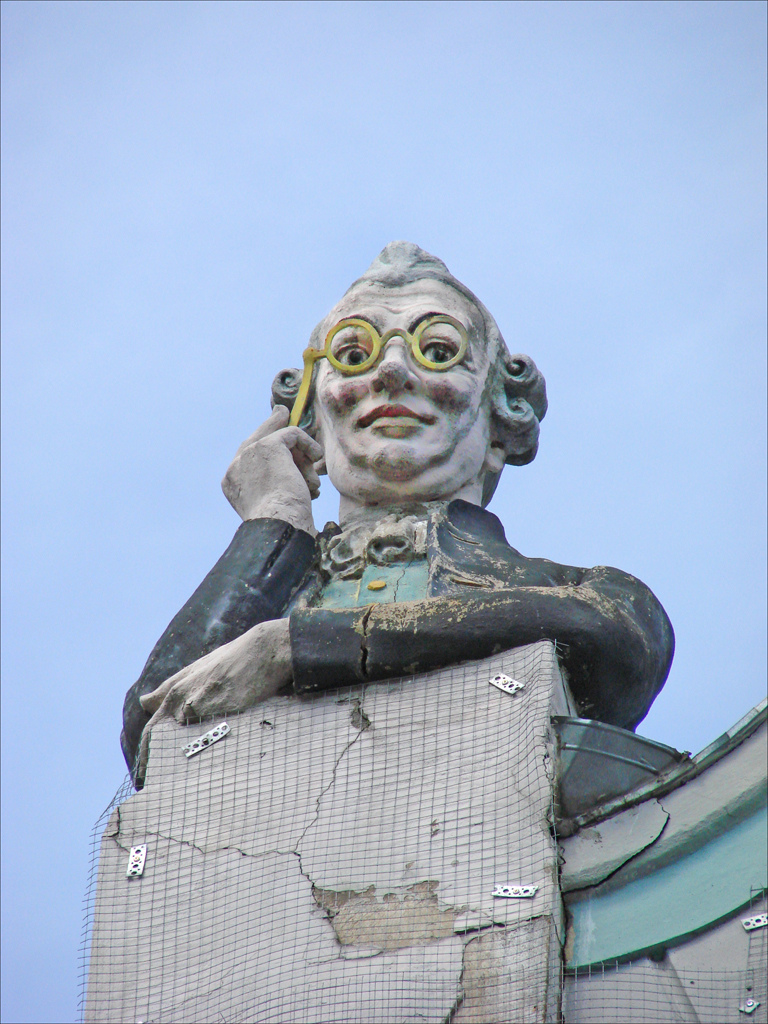
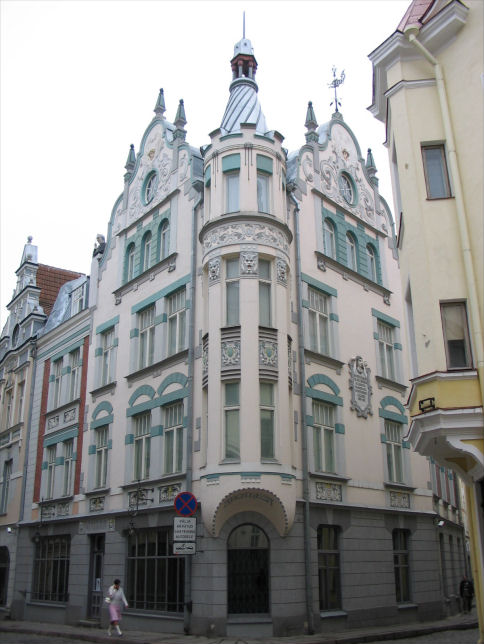
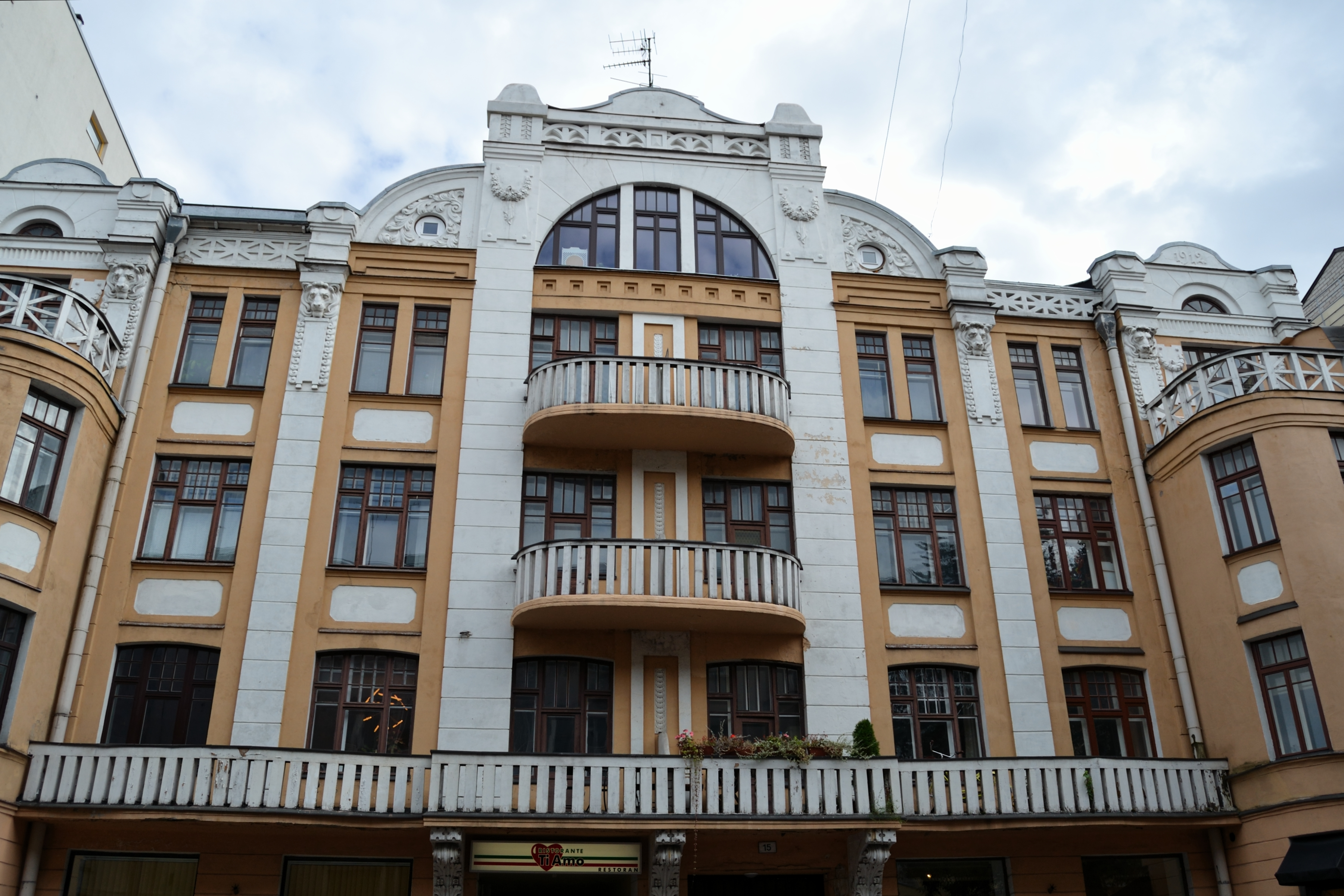
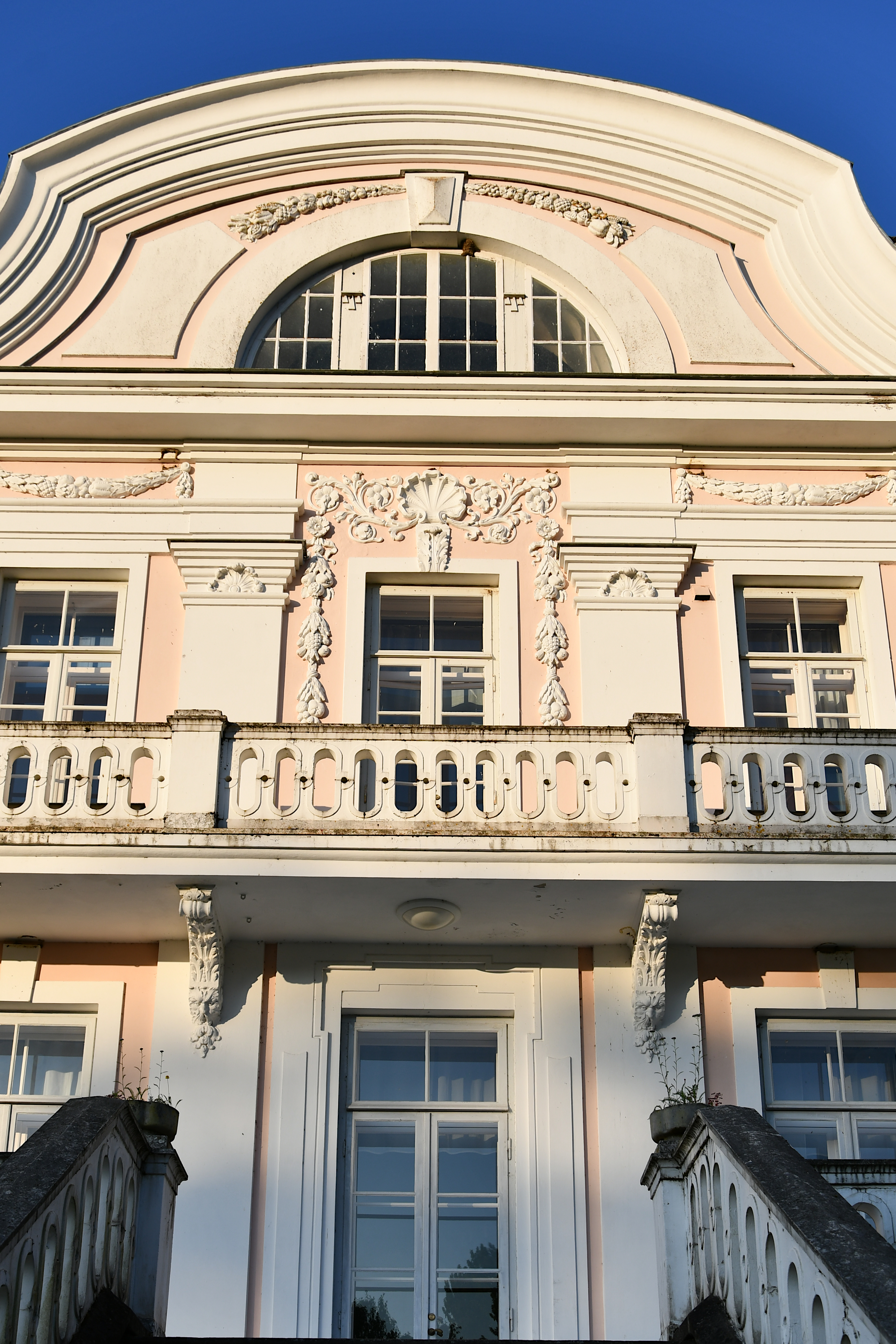